# Österreichische UNESCO-Kommission
Die Österreichische UNESCO-Kommission (ÖUK) ist die Verbindungsstelle für UNESCO-Angelegenheiten in Österreich.
Nach dem Beitritt Österreichs zur UNESCO am 13. August 1948 wurde die Österreichische ÖUK gemäß Art. VII.1. der Verfassung der UNESCO 1949 als nationale Verbindungsstelle errichtet (BGBl. Nr. 49/1949). Zunächst im Unterrichtsministerium angesiedelt, wurde sie 2001 ausgegliedert und als eingetragener Verein neu konstituiert.

## Aufgaben
Die vorrangige Aufgabe der ÖUK ist laut Statuten die Beratung der Bundesregierung, der Landesregierungen und anderer staatlicher und nichtstaatlicher Institutionen bei der Verwirklichung der Ziele der UNESCO in Österreich sowie die Verbreitung der UNESCO-Ziele in der österreichischen Öffentlichkeit. Weiters prioritär sind der Aufbau langfristiger Expertisen und eine optimale Nutzung der nationalen und internationalen Netzwerke der UNESCO. Die Erhöhung der Sichtbarkeit der UNESCO durch Lobbying für die Beteiligung Österreichs an internationalen UNESCO-Programmen sowie die Mitarbeit bei der Umsetzung von Völkerrechtsverträgen sind weitere wichtige Aufgaben der ÖUK.
Die ÖUK verfügt über kein Förderbudget und kann daher keine Fremdveranstaltungen subventionieren. Die ÖUK vertritt die UNESCO als Inhaberin der Rechte am Namen und am Signet der UNESCO für Österreich und ist demnach zur Führung des UNESCO-Emblems berechtigt.
Analog zum 2-Jahres-Programm der UNESCO hat die Österreichische UNESCO-Kommission folgende Arbeitsschwerpunkte, welche gleichzeitig die Organisationsstruktur der ÖUK widerspiegeln:
- Bildung: Alphabetisierung, Interkulturelle Friedenserziehung, Kulturelle Bildung, Bildung für nachhaltige Entwicklung, UNESCO-Schulen
- Wissenschaften: Biosphärenparks, For Women in Science, UNESCO-Lehrstühle
- Kultur: Welterbe, Immaterielles Kulturerbe, Kulturgüterschutz, Kulturelle Vielfalt
- Kommunikation und Information: Digitales Erbe, Pressefreiheit, Information-für-Alle-Programm

## Bildung
Zu den Hauptschwerpunkten der Österreichischen UNESCO-Kommission im Bildungsbereich zählen das Programm „Bildung für Alle“, die Umsetzung der UN-Dekade zur Alphabetisierung (2003–2012) sowie der UN-Dekade „Bildung für nachhaltige Entwicklung“ (2005–2014), interkulturelle Friedenserziehung, kulturelle Bildung (z. B. Welterbe-Bildung) und die UNESCO-Projektschulen (ASPnet).

### UN-Dekade zur Alphabetisierung
Im Zuge der UN-Dekade zur Alphabetisierung (2003–2012) erinnerte die Österreichische UNESCO-Kommission jährlich am 8. September, dem Welttag der Alphabetisierung, daran, dass auch in Österreich einige Menschen über unzulängliche Lese- und Schreibkompetenzen verfügen. Verlässliche Zahlen, eine Grundvoraussetzung für gezielte Maßnahmen gegen Analphabetismus, gab es in Österreich jedoch noch nicht. Daher unterstützte die Österreichische UNESCO-Kommission die Beteiligung Österreichs an der PIAAC-Studie (Programme for the International Assessment of Adult Competencies) der OECD.

### Bildung für nachhaltige Entwicklung
Im Rahmen der Weltdekade „Bildung für nachhaltige Entwicklung“ von 2005 bis 2014 zeichnete die Österreichische UNESCO-Kommission zweimal pro Jahr außergewöhnliche österreichische Bildungsprojekte als UN-Dekadenprojekte aus. In diesem Rahmen ausgezeichnete Projekte sollten die drei Nachhaltigkeitsdimensionen Ökonomie, Ökologie und Soziales abdecken.

### UNESCO-Schulen
Die über 100 österreichischen UNESCO-Schulen gehören zum internationalen Schulnetzwerk der UNESCO. 1953 in Paris gegründet, umfasst das Netzwerk ASPnet mittlerweile weltweit tausende Bildungseinrichtungen auf allen Ebenen, vom Kindergarten bis zur Lehrerbildung. Die Mitarbeit im Netzwerk der UNESCO-Schulen ist als langfristiges Engagement angelegt. Die gesamte Schulgemeinschaft ist aufgerufen, kontinuierlich die Anliegen der UNESCO in alle Bereiche des Schulalltags einfließen zu lassen.

## Wissenschaften
Zu den Hauptschwerpunkten der Österreichischen UNESCO-Kommission im Wissenschaftsbereich zählen die Biosphärenparks, For Women in Science/L´ORÈAL und die UNESCO-Lehrstühle.

### Biosphärenparks
Biosphärenreservate werden im Rahmen des Programms Man and Biosphere (MAB) ausgewiesen. Zentrales Ziel ist nicht nur Naturschutz, sondern speziell auf eng verzahnte Natur- und Kulturlandschaften ausgelegt, die „in modellhafter Weise biologische Vielfalt und kulturelle Werte mit sozialer und wirtschaftlicher Entwicklung“ vereinbaren. Es sind international repräsentative Land-, Wasser- oder Küstenregionen, in denen nachhaltige Entwicklung gelebt wird. Die Bandbreite reicht vom Stadterholungsraum (Lobau bei Wien 1977), über Land- und Forstwirtschaftsregionen (Neusiedler See 1977, Großes Walsertal 2000, Wienerwald 2005) bis hin zu Rückzugslandschaften mit Alpintourismus (Salzburger Lungau und Kärntner Nockberge 2012).

### Geoparks
UNESCO Global Geoparks sind Gebiete mit geologischen Stätten und Landschaften von internationaler geowissenschaftlicher Bedeutung, die durch ein ganzheitliches Konzept von Schutz, Bildung und nachhaltiger Entwicklung verwaltet werden. In diesem Sinne bieten sie die Möglichkeit, den Schutz von Landschaft und Naturdenkmälern im Zusammenhang mit gesellschaftlichen Fragen zu sehen: mit dem globalen Klimawandel, dem Erhalt von natürlichen Ressourcen und der Katastrophenvorsorge etc. In Österreich gibt es derzeit drei UNESCO-Geoparks: Geopark Erz der Alpen, Geopark Karawanken und Geopark Steirische Eisenwurzen.

### For Women in Science
Seit 2007 vergibt L’Oréal Österreich in Zusammenarbeit mit der Österreichischen UNESCO-Kommission und der Österreichischen Akademie der Wissenschaften und mit der Unterstützung des Bundesministeriums für Wissenschaft, Forschung und Wirtschaft jährlich vier Stipendien für junge Grundlagenforscherinnen (Medizin, Naturwissenschaften, Mathematik). Ziel dieser Initiative ist es, junge Wissenschaftlerinnen bei einer Karriere in der Forschung zu fördern bzw. ihnen den Start zu erleichtern.

### UNESCO-Lehrstühle
In Österreich gibt es derzeit (Stand Ende 2024) 13 UNESCO-Lehrstühle in dem weltweit umspannenden Netzwerk von über 950 UNESCO-Lehrstühlen:
- UNESCO-Lehrstuhl in Futures Literacy – Zukünfte lernen und lehren im Anthropozän (Learning and Teaching Futures Literacy in the Anthropocene), Pädagogische Hochschule Niederösterreich (seit 2024), Lehrstuhlinhaberin: Carmen Sippl; Co-Lehrstuhlinhaberin: Karin Tengler
- UNESCO-Lehrstuhl für Zukunftsfähigkeit für Innovation und Unternehmertum (UNESCO Chair in Futures Capability for Innovation and Entrepreneurship), MCI Innsbruck (seit 2023), Lehrstuhlinhaberin: Antje Bierwisch
- UNESCO-Lehrstuhl für Digitalen Humanismus (UNESCO Chair for Digital Humanism), Technische Universität Wien (seit 2023), Lehrstuhlinhaber: Peter Knees; Co-Lehrstuhlinhaberin: Julia Neidhardt
- UNESCO-Lehrstuhl für UNESCO-Lehrstuhl für Antizipationstechniken und Zukunftsgestaltung (UNESCO Chair in Anticipatory Techniques and Futures Design), Kunstuniversität Linz (seit 2021), Lehrstuhlinhaber: Michael Shamiyeh
- UNESCO-Lehrstuhl für Global Citizenship Education – Kultur der Vielfalt und des Friedens (UNESCO Chair for Global Citizenship Education – Culture of Diversity and Peace), Alpen-Adria-Universität Klagenfurt (seit 2020), Lehrstuhlinhaber: Hans Karl Peterlini
- UNESCO-Lehrstuhl für Nachhaltiges Management von Schutzgebieten (UNESCO Chair for Sustainable Management of Conservation Areas), Fachhochschule Kärnten, Klagenfurt (seit 2020), Lehrstuhlinhaber: Michael Jungmeier
- UNESCO-Lehrstuhl für Erhaltung von Kulturerbe (UNESCO-Chair for Conservation and Preservation of Tangible Cultural Heritage), Universität für angewandte Kunst Wien (seit 2019), Lehrstuhlinhaberin: Gabriela Krist
- UNESCO-Lehrstuhl für Menschenrechte und menschliche Sicherheit (UNESCO Chair for Human Rights and Human Security), Karl-Franzens-Universität (seit 2016), Lehrstuhlinhaber: Gerd Oberleitner
- UNESCO-Lehrstuhl für Bioethik (UNESCO Chair on Bioethics), Medizinische Universität Wien (seit 2016), Lehrstuhlinhaberin: Christiane Druml
- UNESCO-Lehrstuhl für integrative Fließgewässerforschung und -management (UNESCO Chair on Integrated River Research and Management), Universität für Bodenkultur Wien (seit 2014), Lehrstuhlinhaber: Helmut Habersack
- UNESCO-Lehrstuhl für kulturelles Erbe und Tourismus (UNESCO Chair in Cultural Heritage and Tourism), Universität Salzburg (seit 2011), Lehrstuhlinhaber: Kurt Luger
- UNESCO-Lehrstuhl für Friedensforschung (UNESCO Chair for Peace Studies), Universität Innsbruck (seit 2008), Lehrstuhlinhaberin: Rina Alluri
- UNESCO-Lehrstuhl für interkulturellen und interreligiösen Dialog für Südosteuropa (UNESCO-Chair in Intercultural and Interreligious Dialogue for South-East Europe), Karl-Franzens-Universität, Graz (seit 2007), Lehrstuhlinhaber: Pablo Argárate

Zuvor gab es auch Lehrstühle an der Universität Wien (UNESCO-Lehrstuhl Multilingual, Transcultural Communication in the Digital Age, 2010–2014) und am Österreichischen Studienzentrum für Frieden und Konfliktlösung (UNESCO-Lehrstuhl für Frieden, Menschenrechte und Demokratie, 1996–2014).

## Kultur
Zu den Schwerpunkten der Österreichischen UNESCO-Kommission im Kulturbereich zählen folgende Themen: Kulturelle Vielfalt, Welterbe, Immaterielles Kulturerbe und der Schutz von Kulturgut speziell bei bewaffneten Konflikten.

### Kulturelle Vielfalt
Mit dem UNESCO-Übereinkommen über den Schutz und die Förderung der Vielfalt kultureller Ausdrucksformen (2005) hat die internationale Staatengemeinschaft einen richtungsweisenden Schritt für eine internationale Kulturpolitik gesetzt. Durch politische Selbstverpflichtung wurde ein neuer Rechtsraum geschaffen, der das Recht auf nationale Kulturpolitik und staatliche Kulturförderung anerkennt sowie Kulturpolitik als Teil der öffentlichen Entwicklungszusammenarbeit festschreibt. Österreich ratifizierte 2006. Das Übereinkommen trat 2007 in Kraft. Begleitend zur Konvention besteht innerhalb der Österreichischen UNESCO-Kommission die Kontaktstelle zur Konvention gemäß Artikel 28 des Übereinkommens. Unterstützt wird die Kontaktstelle durch einen Fachbeirat und eine Arbeitsgemeinschaft von Experten, Kunst- und Kulturschaffenden und ihrer Interessensvertretungen sowie Vertretern des Bundes und der Länder.

### Welterbe
Österreich ratifizierte im Dezember 1992 die Welterbekonvention. Zu den zwölf Stätten in Österreich zählen Altstadtlandschaften und Bauanlagen (Salzburg 1996, Graz 1999 mit Eggenberg 2010, Wien 2001 und Schönbrunn 1996), ein technisches (Semmeringbahn 1998) und ein archäologisches Denkmal (Pfahlbauten 2001, mit der Schweiz, Deutschland, Italien, Frankreich, Slowenien) ebenso wie durch jahrtausendealte Bewirtschaftung geprägte Kulturlandschaften (Hallstatt–Dachstein/Salzkammergut 1997, Wachau 2000, Neusiedler See 2001 mit Ungarn), Teile der Alten Buchenwälder und Buchenurwälder der Karpaten sowie anderer Regionen Europas, die Great Spa Towns of Europe (vertreten mit Baden bei Wien), sowie Komponenten des Donaulimes (Westabschnitt).

### Immaterielles Kulturerbe
Österreich ist seit 9. Juli 2009 Vertragsstaat zum UNESCO-Übereinkommen zur Erhaltung des Immateriellen Kulturerbes. Zur Unterstützung des österreichischen Ratifizierungsprozesses und der Umsetzung des Übereinkommens wurde am 1. Jänner 2006 innerhalb der Österreichischen UNESCO-Kommission die Nationalagentur für das Immaterielle Kulturerbe eingerichtet. Zu ihren Aufgaben zählt vor allem die Ermittlung von Elementen immateriellen Kulturerbes in Österreich und deren Veröffentlichung in einem nationalen Verzeichnis. Es finden sich 172 Einträge im nationalen Verzeichnis sowie 13 Einträge Österreichs in den internationalen Listen des Immateriellen Kulturerbes.

### Dokumenten- und Digitales Erbe
Im Weltregister Memory of the World (MOW) sind von Österreich 13 (Stand: April 2023) herausragende Werke eingetragen, von Manuskripten, Frühdrucken und Originaldokumenten (Dioscurides, Atlas Blaeu-Van der Hem, Tabula Peutingeriana, Kongressakte 1815, Teile der Bibliotheca Corviniana) bis hin zu ganzen umfangreichen Sammlungen (Papyrussammlung Erzherzog Rainer, Gotische Baurisse Schubertsammlung, Brahmssammlung, Arnold Schönberg-Nachlass), darunter auch ein Archiv für Tondokumente (siehe Phonogrammarchiv der Österreichischen Akademie der Wissenschaften 1899–1950). Das Nationale Register mit für Österreich kulturell bedeutsamen sowie historisch wichtigen Dokumenten und Sammlungen zählt mehr als 40 Eintragungen.

## Kommunikation und Information
Zu den Hauptschwerpunkten im Kommunikation- und Informationsbereich der Österreichischen UNESCO-Kommission zählen folgende Themen: Erhalt des digitalen Erbes, das „Information für Alle“-Programm und die Pressefreiheit.
Jedes Jahr am 3. Mai begeht die Österreichische UNESCO-Kommission, zusammen mit Reporter ohne Grenzen Österreich, den Internationalen Tag der Pressefreiheit, um so auf die vielfältigen Bedrohungen der Pressefreiheit aufmerksam zu machen.